# Врождённый гипотиреоз
Врождённый гипотирео́з — гетерогенная по этиологии группа заболеваний щитовидной железы, проявляющихся сразу после рождения и характеризующихся частичным или полным выпадением её функции. Врождённый и приобретённый гипотиреоз в детском возрасте имеет сходную клиническую картину — преобладает торможение всех функций организма: ослаблена деятельность ряда органов и систем, отмечается вялость обменных процессов и наличие трофических расстройств.

## Эпидемиология
Врождённый гипотиреоз — заболевание, которое регистрируется с частотой от 1 на 4 000—5 000 новорожденных в Европе и Северной Америке до 1 на 6 000—7 000 — в Японии. При этом у девочек данная патология встречается в 2—2,5 раза чаще, чем у мальчиков. В 90% случаев развитие врождённого гипотиреоза носит спорадический характер, а в 10% — является вторичным, связанным с врождёнными нарушениями синтеза, секреции и утилизации гормонов щитовидной железы.

## Этиология
Причины врождённой тиреоидной недостаточности весьма разнообразны и обусловлены не только непосредственным анатомическим повреждением щитовидной железы во внутриутробном периоде развития, но и морфофункциональной незрелостью гипоталамо-гипофизарной системы. Значительную роль в развитии врождённого гипотиреоза отводят вредным факторам, влияющим на женщину во время беременности: неудовлетворительное питание, инфекции и токсические вредности (М. Юлес и И. Холло, 1963). Немаловажную роль отводят генетически обусловленным нарушениям и недостаточному поступлению йода в организм (в районах йодной эндемии).

## Патогенез
Многочисленные этиологические факторы ведут к нарушению процессов биосинтеза тиреоидных гормонов, что вызывает усиление стимуляции работы щитовидной железы тиреотропным гормоном гипофиза с последующим развитием гипертрофии и гиперплазии щитовидной железы, не способной компенсировать развившуюся тиреоидную недостаточность.

## Классификация
Согласно международной классификации болезней (10-й пересмотр) различают:
- E00 — синдром врождённой йодной недостаточности, неврологическая форма. Эндемический кретинизм, неврологическая форма;
- E00.1 — синдром врождённой йодной недостаточности, микседематозная форма. Эндемический кретинизм:
  - гипотиреоидный;
  - микседематозная форма.
- E00.9 — синдром врождённой йодной недостаточности неуточнённый. Врождённый гипотиреоз вследствие йодной недостаточности. Эндемический кретинизм.
- E03.0 — врождённый гипотиреоз с диффузным зобом. Зоб (нетоксический) врождённый.
- E03.1 — врождённый гипотиреоз без зоба. Аплазия щитовидной железы (с микседемой). Врождённая(ый):
  - атрофия щитовидной железы;
  - гипотиреоз.

## Клиническая картина
На передний план выступает задержка физического, интеллектуального (умственного) и полового развития ребёнка — выраженость клинических проявлений напрямую зависит от степени выраженности тиреоидной недостаточности и срока заболевания. Если гипотиреоз остался нераспознанным, то согласно L. Wilkins, к 5—6 месяцу постнатального развития выявляется классическая клиническая картина с тремя основными группами симптомов: задержка психофизического развития, функциональные изменения многих органов и систем, трофические нарушения кожи и её придатков.

## Диагностика
Диагностика клинически выраженного гипотиреоза не вызывает затруднений, сложно выявить гипотиреоз у детей первых недель и даже месяцев жизни. Неспецифичность ранних клинических проявлений у детей первых недель жизни, наличие лёгких и стёртых форм врождённого гипотиреоза требуют применения лабораторных методов диагностики.

## Дифференциальная диагностика
С целью дифференциальной диагностики форм и стадий гипотиреоза применяют функциональные пробы. Наиболее достоверной является проведение пробы с тиреотропин-рилизинг гормоном (ТРГ).

## Лечение
Основная цель лечения — устранение расстройств обмена веществ и компенсация недостаточности щитовидной железы. Основной метод лечения гипотиреоза — пожизненная заместительная терапия препаратами тиреоидных гормонов. Необходим подбор индивидуальной адекватной дозы препаратов для каждого ребёнка: на первом этапе лечения — с целью достижения эутиреоидного («равновесного») состояния, а на втором — обеспечение сохранения компенсации заболевания.

## Прогноз
При своевременно распознанном заболевании и квалифицированной медицинской помощи (пожизненная заместительная терапия тиреоидными гормонами) — благоприятный. Если заболевание не распознано вовремя и лечение не начато своевременно развивается кретинизм — необратимое поражение головного мозга.